# Плотичное (озеро, Амбарнское сельское поселение)
Плотичное — озеро на территории Амбарнского сельского поселения Лоухского района Республики Карелии.

## Общие сведения
Площадь озера — 21,6 км², площадь водосборного бассейна — 1370 км². Располагается на высоте 88,6 метров над уровнем моря.
Форма озера лопастная, продолговатая: оно вытянуто с запада на восток. Берега каменисто-песчаные, преимущественно возвышенные, местами заболоченные.
Через озеро течёт река Кереть, впадающая в Белое море.
В озере более десяти островов различной площади, однако их количество может варьироваться в зависимости от уровня воды. Наиболее крупные: Матюши, Еловый, Хухташуари, Палошуари, Реутошуари, Кайташуари, Путтора.
Вдоль северо-восточного берега озера проходит трасса Р21 («Кола»).
Код объекта в государственном водном реестре — 02020000711102000002255.